# Rock wit U (Awww Baby)
„Rock wit U (Awww Baby)” este un cântec al interpretei de muzică rhythm and blues de origine americană, Ashanti. Piesa a fost inclusă pe cel de-al doilea material discografic de studio al artistei, Chapter II. Acesta a fost lansat ca primul single al albumului pe data de 6 mai 2003 în Statele Unite ale Americii.
Cântecul a debutat pe locul 56 în Billboard Hot 100 și s-a poziționat pe locul 2, devenind cel de-al șaptelea disc de top 10 al artistei în acest clasament. De asemenea, „Rock wit U (Awww Baby)” a debutat pe locul 7 în Regatul Unit și s-a clasat în top 40 în țări ca Australia, Irlanda sau Noua Zeelandă.

## Lista cântecelor
Disc single în format digital distribuit în S.U.A.
- „Rock Wit U (Awww Baby)” (editare radio)

Disc single „Pound Boys Club Mix” distribuit în S.U.A.
- „Rock Wit U (Awww Baby)” (remix de Pound Boys Club)

Disc single distribuit în Australia
- „Rock Wit U (Awww Baby)” (versiunea de pe album)
- „Rock Wit U (Awww Baby)” (negativ)
- „Rock Wit U (Awww Baby)” (remix de Taz & Vanguard)
- „Rock Wit U (Awww Baby)” (remix de Jay Hannan Lazy Dog)

Disc single distribuit în Regatul Unit (discul 1)
- „Rock Wit U (Awww Baby)” (versiunea de pe album)

Disc single distribuit în Regatul Unit (discul 2)
- „Rock Wit U (Awww Baby)” (versiunea de pe album cenzurată)
- „Baby” (remix cenzurat)
- „Baby” (remix)

Disc single distribuit în Canada
- „Rock Wit U (Awww Baby)” (versiunea de pe album cenzurată)
- „Rock Wit U (Awww Baby)” (negativ)

## Prezența în clasamente
„Rock wit U (Awww Baby)” a debutat pe locul 56 în Billboard Hot 100, devenind cea de-a opta intrare în acest clasament a interpretei. Șase săptămâni mai târziu, cântecul s-a poziționat pe locul 10, devenind cea de-a șaptea poziționare în top 10 cântrăreței. Discul single a obținut locul secund în Billboard Hot 100, fiind împiedicat să urce pe prima poziție de către piesa „Crazy in Love”, ce aparține interpretei Beyoncé Knowles. „Rock wit U (Awww Baby)” a intrat și în clasamentul Billboard Hot R&B/Hip-Hop Songs, unde a obținut locul 4.
În Oceania, discul single a obținut clasări de top 40 atât în Australia cât și în Noua Zeelandă. „Rock wit U (Awww Baby)” a debutat pe locul 19 în Australia, activând în clasament timp de nouă săptămâni consecutive. De asemenea, în Noua Zeelandă, discul a obținut locul 24, rezistând în top doar patru săptămâni.
La nivel European, „Rock wit U (Awww Baby)” a obținut locul 26 în topul Euro 200, în timp ce la nivelul țărilor continentului piesa s-a clasat în top 40 în patru clasamentelor naționale. Discul single a debutat pe locul 7 în UK Singles Chart, staționând în top timp de zece săptămâni. De asemenea, piesa a activat în clasamentele din Elveția, Irlanda, Germania, Olanda și Suedia.

## Clasamente
| Clasament                 | Poziția maximă | Referință |
| ------------------------- | -------------- | --------- |
| Australia Singles Chart   | 19             | [ 3 ]     |
| Canadian Singles Chart    | 4              | [ 10 ]    |
| Dutch Singles Chart       | 30             | [ 3 ]     |
| Euro 200                  | 24             | [ 13 ]    |
| Ireland Singles Chart     | 21             | [ 3 ]     |
| German Singles Chart      | 41             | [ 3 ]     |
| New Zeeland Singles Chart | 24             | [ 3 ]     |

| Clasament                            | Poziția maximă | Referință |
| ------------------------------------ | -------------- | --------- |
| Sweden Singles Chart                 | 54             | [ 3 ]     |
| Swiss Singles Chart                  | 33             | [ 3 ]     |
| UK Singles Chart                     | 7              | [ 3 ]     |
| U.S. Billboard Hot 100               | 2              | [ 3 ]     |
| U.S. Billboard Hot R&B/Hip-Hop Songs | 4              | [ 10 ]    |
| United World Chart                   | 8              | [ 3 ]     |

## Datele lansărilor
| Țara                       | Data              | Format              | Referință   |
| -------------------------- | ----------------- | ------------------- | ----------- |
| Statele Unite ale Americii | 6 mai 2003        | descărcare digitală | [ 1 ]       |
| Statele Unite ale Americii | 13 mai 2003       | disc single         | [ 15 ]      |
| Australia                  | 30 iunie 2003     | disc single         | [ 6 ]       |
| Regatul Unit               | 1 iunie 2003      | disc single         | [ 7 ] [ 8 ] |
| Canada                     | 18 noiembrie 2003 | disc single         | [ 9 ]       |